# Diisopromine
Diisopromine hoặc disoprominum, thường là muối hydroclorua, là một chất co thắt tổng hợp có tác dụng trung hòa các điều kiện co thắt của đường mật và cơ vòng Oddi. Nó được phát hiện tại Janssen Pharmaceutica vào năm 1955. Nó được bán ở Nam Phi dưới tên xi-rô Agofell dưới dạng hỗn hợp với sorbitol, và các nơi khác là Megabyl.